# Finnische Badmintonmeisterschaft 2018
Die Finnische Badmintonmeisterschaft 2018 fand vom 2. bis zum 4. Februar 2018 in Vantaa statt.

## Medaillengewinner
| Disziplin    | Gold                        | Silber                         | Bronze                              |
| ------------ | --------------------------- | ------------------------------ | ----------------------------------- |
| Herreneinzel | Kalle Koljonen              | Henri Aarnio                   | Iikka Heino                         |
| Herreneinzel | Kalle Koljonen              | Henri Aarnio                   | Valtteri Nieminen                   |
| Dameneinzel  | Airi Mikkelä                | Inalotta Suutarinen            | Nella Siilasmaa                     |
| Dameneinzel  | Airi Mikkelä                | Inalotta Suutarinen            | Maija Krzywacki                     |
| Herrendoppel | Henri Aarnio Iikka Heino    | Jesper Hertzen Von Mika Köngäs | Oskari Larkimo Tuomas Nuorteva      |
| Herrendoppel | Henri Aarnio Iikka Heino    | Jesper Hertzen Von Mika Köngäs | Kasper Lehikoinen Marko Pyykönen    |
| Damendoppel  | Jenny Nyström Sonja Pekkola | Tuuli Härkönen Elina Niiranen  | Jannica Monnberg Julia Salonen      |
| Damendoppel  | Jenny Nyström Sonja Pekkola | Tuuli Härkönen Elina Niiranen  | Maija Krzywacki Inalotta Suutarinen |
| Mixed        | Anton Kaisti Jenny Nyström  | Tuomas Nuorteva Sonja Pekkola  | Julius von Pfaler Tuuli Härkönen    |
| Mixed        | Anton Kaisti Jenny Nyström  | Tuomas Nuorteva Sonja Pekkola  | Oskari Larkimo Linnea Vainula       |